# ヤサワ諸島

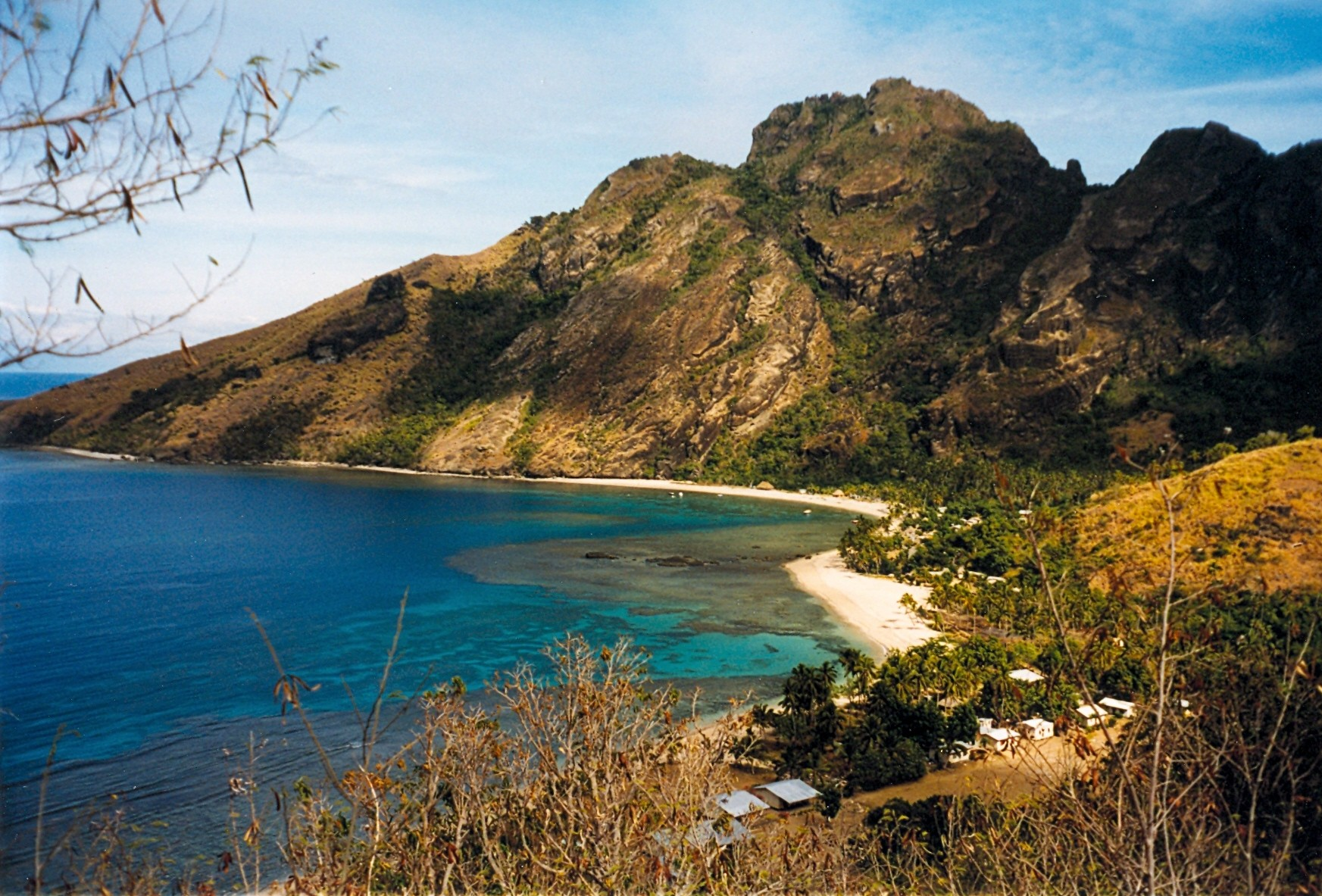
ワヤ島のヤロビ湾

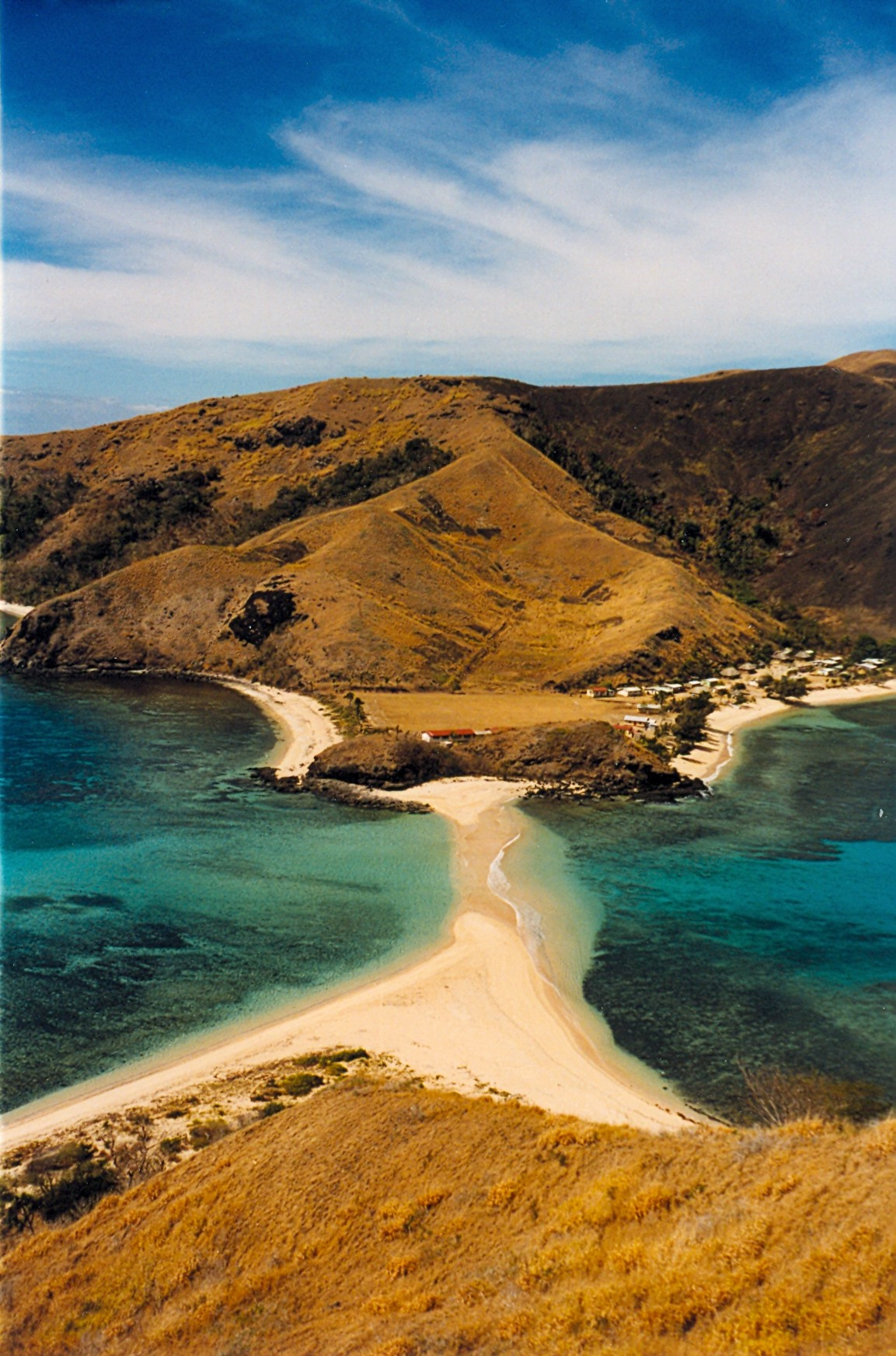
ワヤ島とワヤセワ島を結ぶ砂州

ヤサワ諸島（ヤサワしょとう、英語: Yasawa Islands）は、フィジー共和国西部地域バ州に属する諸島。ヴィワ島をはじめ、およそ20個の火山島からなり、総面積は135 km2である。
ヤサワ諸島は6つの火山島と、その周りに散らばる小島群からなり、ビティレブ島西部の都市・ラウトカの北東80 kmから北西40 kmの地点にかけて列を成す。火山島の最高点は250 mから600 mになる。
1987年まで、フィジー政府はヤサワ諸島の陸上の観光開発に積極的ではなかった。この諸島のクルーズは1950年代に開始されていたものの、乗客は船上にとどまり、島の住民にはわずかな利益しかもたらさなかった。
現在ヤサワ諸島でもっとも著名なリゾート地はナヌヤ・レブ島（タートルアイランド）である。リチャード・エヴァンソンが1970年にこの島を購入し、1972年には移住した。1980年にはこの島を舞台に『青い珊瑚礁』という映画が撮影され、その後エヴァンソンはタートル・アイランド・リゾートを設立した。1980年代初頭には、タベワ島に3つのリゾートが建設された。現在観光はこの地方の主要産業に成長しており、各島にはリゾートが点在している。ヤサワ諸島でもっとも大きな村はヤサワ島にあるナブケル村であるが、ヤサワ諸島の首長であるツイ・ヤサワはヤサワ島北端のヤサワ＝イ＝ララ村に居住している。
ヨーロッパ人ではじめてヤサワ諸島を発見したのは、1789年にバウンティ号の反乱によって追放されティモール島を目指す途中だったウィリアム・ブライである。